# Manuel Pinto de Fonseca
Manuel Pinto de Fonseca (Lamego, Portugália, 1681. május 24. – Valletta, Málta, 1773. január 23.) portugál johannita lovag, 1741-től haláláig a Jeruzsálemi Szent János Ispotályos Lovagrend nagymestere volt.

## Élete
A portugáliai Lamegóban született. A pápa mindössze kétévesen vette fel a Szent János Lovagrend tagjai közé, és 1692-ben már Máltán találjuk. 24 évesen lett lovag. Irodalmat, teológiát, filozófiát, geometriát, civil- és kánonjogot tanult. 1714-ben a rend kancellárhelyettese lett. Számos rendtag rokonával együtt a vallettai Palazzo Brittóban lakott.
Nagymesterként rengeteg problémával kellett szembenéznie: Szicília nem akarta elismerni a rend önállóságát, legnagyobb támogatója, Franciaország pedig szövetségre lépett ősi ellenségükkel, az Oszmán Birodalommal.
Pinto az abszolutizmus elveit követve uralkodott, döntései miatt nem volt népszerű. Új nemesi címeket kreált, amivel magára haragította a régi nemességet és az egyre súlyosabb adóterheket viselő közembereket is. 1768-ban a jezsuita rend feloszlatásával kivívta az egyházi hatóságok haragját is. Az államosított jezsuita iskolából létrehozta a mai Máltai Egyetem elődjét.
Szerette Valletta városát. Ő fejeztette be az Auberge de Castille et León épületét, a rend templomát díszíttette, a kikötőben pedig hatalmas raktárkomplexumot építtetett, amely ma is a nevét viseli (Pinto Wharf). 1743-ban Qorminak is városi rangot adományozott, Città Pinto néven. A városban ma is őrzi az emlékét az az építmény, amelyből a hagyomány szerint a lóversenyeket követte.
Ő volt az első nagymester, aki címerében az uralkodói koronát használta.